# Edith Wharton
Edith Wharton (nascida Edith Newbold Jones; Nova York, 24 de janeiro de 1862 – Saint-Brice-sous-Forêt, 11 de agosto de 1937) foi uma escritora norte-americana. 
Foi a primeira mulher a ganhar o Prêmio Pulitzer de Ficção, em 1921, pelo romance The Age of Innocence (A Era da Inocência) (1920). Foi também a primeira mulher a receber o título de doutora honoris causa pela Universidade de Yale.

## Biografia
Wharton nasceu em 1862, na cidade de Nova York. Era filha de George Frederic Jones e Lucretia Stevens Rhinelander. Era a irmã mais nova entre os três filhos do casal. Frederic Rhinelander, 16 anos mais velho e Henry Edward, 12 anos mais velho. Ela foi batizada em 20 de abril de 1862 na Igreja da Graça, em Manhattan.
A família de seu pai, os Jones, era uma rica e proeminente família que fez fortuna no ramo imobiliário. O ditado popular "keeping up with the Joneses" refere-se a eles. Sua família também tinha conexões com os Rensselaerswycks, uma antiga família holandesa que recebeu do governo holandês várias terras entre Nova York e Nova Jérsei. Forte Stevens, em Nova York, foi nomeado em homenagem ao bisavô materno de Wharton, Ebenezer Stevens, herói e general da Guerra de Independência dos Estados Unidos.
Wharton nasceu durante a Guerra de Secessão; no entanto, ao descrever sua vida familiar, Wharton não mencionava a guerra, exceto que suas viagens à Europa após a guerra foram devido à depreciação da moeda norte-americana. Entre 1866 e 1872, a família Jones visitou a França, Itália, Alemanha e Espanha. Nesta época ela ficou fluente em francês, alemão e italiano, tendo aulas com tutores particulares e ficando sob os cuidados de governantas.
Aos 9 anos foi acometida por febre tifoide que quase a matou enquanto a família estava em um spa em Black Forest. Após o retorno da família em 1872, eles passaram os invernos na cidade de Nova York e os verões em Newport, Rhode Island. Wharton desde muito nova recusava os padrões de comportamento e vestimentas para as meninas de sua idade, que eram instruídas a acreditar que deveriam ter um bom casamento e aparecer em bailes e festas. Wharton considerava isso superficial e opressivo.
Wharton esperava receber uma educação maior do que àquela que teve acesso, então ela era ávida frequentadora da biblioteca de seu pai e de seus amigos. Sua mãe, porém, a proibiu a ler livros até que se casasse e Wharton obedeceu.

### Escrita

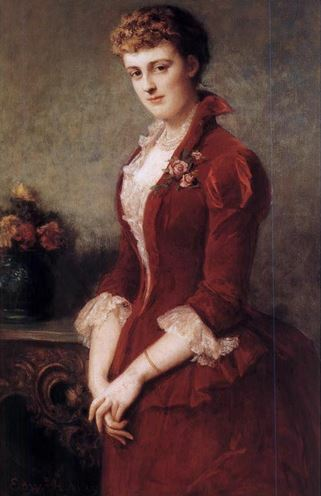
Edith Wharton por Edward Harrison May

Wharton escrevia e conta história desde pequena. Quando sua família foi para a Europa ela começou a contar histórias, andando com um livro aberto e virando as páginas como se estivesse lendo diretamente, mas na verdade estava improvisando. Ainda pequena, começou a escrever poesia e histórias ficcionais. Aos 11 anos, tentou escrever seu primeiro livro.
As críticas de sua mãe acabaram fazendo com que ela se voltasse para a poesia. Aos 15 anos, sua primeira história foi publicada, uma tradução do poema alemão "Was die Steine Erzählen" ("O que as pedras contam") de Heinrich Karl Brugsch, pelo qual ela recebeu 50 dólares. Sua família, entretanto, não queria que seu nome envolvido com literatura, já que a escrita não era considerada uma profissão adequada para as mulheres em sua época. Assim, o poema acabou publicado sob o nome de um amigo de seu pai,  E. A. Washburn, primo de Ralph Waldo Emerson, um apoiador da educação feminina.
Em 1877, aos 15 anos, ela escreveu escondido um livro de 30 mil palavras chamado Fast and Loose. Em 1878, seu pai conseguiu que uma coleção de doze poemas originais e cinco traduções da filha fossem publicadas secretamente. Wharton publicou um poema sob o pseudônimo de New York World em 1879. Em 1880, cinco de seus poemas foram publicados anonimamente na importante revista literária Atlantic Monthly. Apesar desses sucessos iniciais, ela não tinha qualquer encorajamento da família ou em seu círculo social. Ainda assim, continuava escrevendo, porém não publicou mais nada até seu poema "The Last Giustiniani" ser publicado na Scribner's Magazine em outubro de 1889.
Entre 1880 e 1890 Wharton deixou a escrita de lado para participar do meio social das classes altas de Nova York. Ela observava atentamente as mudanças sociais acontecendo ao seu redor, que mais tarde usou em sua escrita. Wharton entrou oficialmente para a alta sociedade em 1879. Ela foi autorizada andar com os ombros desnudos e usar o cabelo penteado para cima pela primeira vez em um baile de dezembro dado por uma matrona da Sociedade, Anna Morton. Wharton começou um namoro com Henry Leyden Stevens, filho de Paran Stevens, um rico hoteleiro e investidor imobiliário da zona rural de New Hampshire que sua família, por sua vez, não aprovava. Sua irmã, Minnie, se casou com o oficial do Exército Britânico, Arthur Paget.
Em 1881 a família Jones retornou para a Europa devido à saúde de seu pai. Porém, George acabou morrendo devido a um AVC, em Cannes, em 1882. Stevens acompanhava a família nessa época. Após seu retorno com sua mãe para Nova York, Stevens continuou cortejando Wharton, anunciando seu noivado em agosto de 1882. No mês marcado para o casamento, o noivado subitamente foi rompido.
A mãe de Wharton, Lucretia, se mudou para Paris em 1883 e morou lá até sua morte, em 1901.

### 1880–1900
Em 29 de abril de 1885, aos 23 anos, Wharton se casou com Edward Robbins (Teddy) Wharton, 12 anos mais velho, no Complexo da Capela da Trindade, em Manhattan. De uma família bem sucedida de Boston, ele era um atleta e um cavalheiro da mesma classe social da família Wharton e compartilhava seu amor por viagens. Em 1893, eles compraram uma casa chamada Land's End, do outro lado de Newport, por US$ 80.000, e se mudaram para lá. Wharton decorou Land's End com a ajuda do designer Ogden Codman. Em 1897, os Whartons compraram uma casa em Nova York, em Park Avenue.
Entre 1886 e 1897 o casal viajou para o exterior no período de fevereiro a junho – visitando principalmente a Itália, mas também a França e a Inglaterra. Em seu casamento, Edith Wharton tinha três interesses: as casas americanas, a escrita e a Itália.

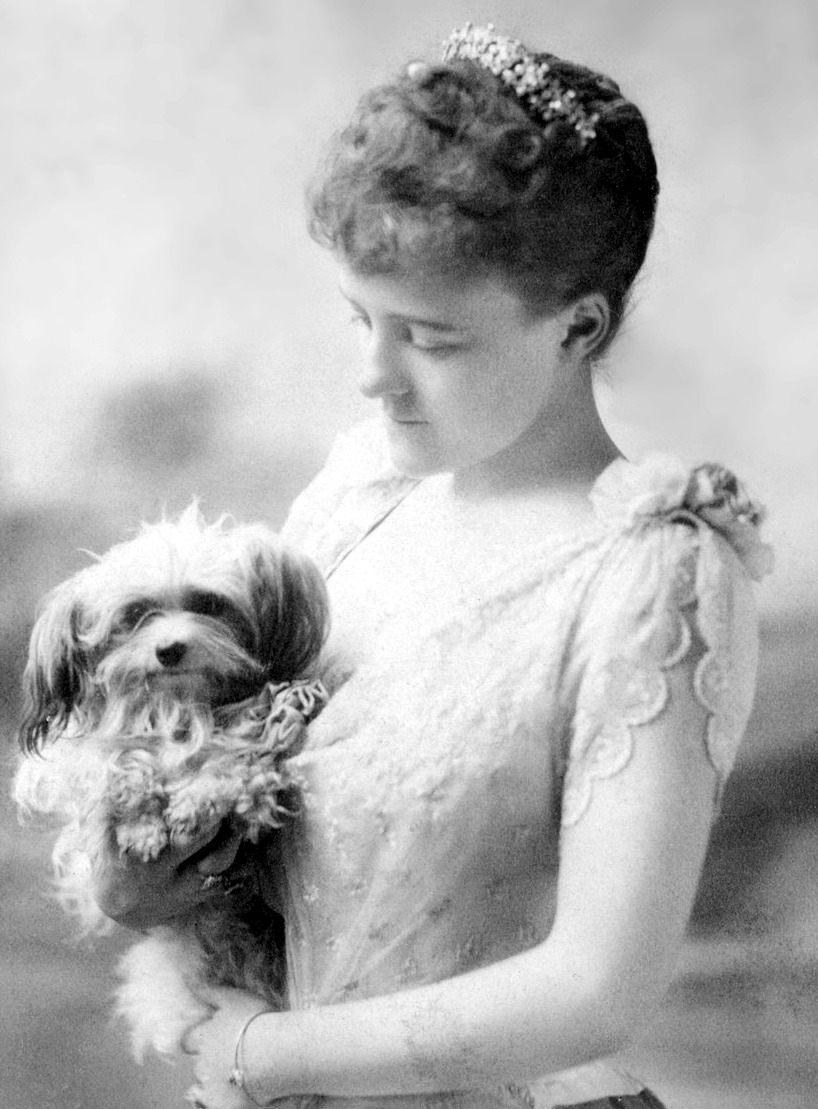
Edith Wharton jovem, cerca de 1889

Do final da década de 1880 até 1902, Teddy Wharton sofria de depressão aguda, e o casal então cessou suas extensas viagens.Davis 2007 Naquela época, sua depressão se manifestara como um distúrbio mais sério, após o qual eles viviam quase exclusivamente em sua propriedade em Lenox, Massachusetts. Durante esses mesmos anos, dizia-se que a própria Wharton sofria de problemas de saúde com asma e também de períodos de depressão.
Em 1908, a condição mental de Teddy Wharton foi considerada incurável. No mesmo ano, Edith Wharton começou um caso com William Morton Fullerton, escritor correspondente internacional do The Times em Londres, que se tornaria seu parceiro intelectual. Edith Wharton se divorciou do marido em 1913, após 28 anos de casamento.
Além de livros, Wharton escreveu cerca de 85 contos. Era também designer de interiores, paisagista e uma influenciadora de seu tempo. Escreveu livros sobre design, incluindo seu primeiro trabalho publicado The Decoration of Houses (1897), em co-autoria com Ogden Codman. O livro ilustrado Italian Villas and Their Gardens, de 1904, contou com a arte de Maxfield Parrish.

## Morte
Em 1 de junho de 1937, Wharton estava na casa de campo na França de Ogden Codman, revisando a edição de The Decoration of Houses quando teve um infarto e desmaiou. Acamada, Wharton foi ficando cada vez mais frágil, até sofrer um AVC fatal às 5:30 da manhã de 11 de agosto de 1937, em sua casa do século XVIII na Rue de Montmorency, em Saint-Brice-sous-Forêt. Edith tinha 75 anos.
Edith Wharton foi sepultada na seção protestante do Cimetière des Gonards, em Versailles.

## Obras publicadas

### Romances
- A pedra de toque - no original The Touchstone, 1900
- The Valley of Decision, 1902
- Sanctuary, 1903
- The House of Mirth, 1905
- Madame de Treymes, 1907
- The Fruit of the Tree, 1907
- Ethan Frome, 1911
- The Reef, 1912
- The Custom of the Country, 1913
- Summer, 1917
- The Marne, 1918
- The Age of Innocence, 1920 (vencedor do Prêmio Pulitzer)
- The Glimpses of the Moon, 1922
- A Son at the Front, 1923
- Old New York, 1924
- The Mother's Recompense, 1925
- Twilight Sleep, 1927
- The Children, 1928
- Hudson River Bracketed, 1929
- The Gods Arrive, 1932
- The Buccaneers, 1938
- Fast and Loose, 1938 (primeiro romance, escrito originalmente em 1876-1877)

### Coletâneas de contos
- The Greater Inclination, 1899
- Crucial Instances, 1901
- The Descent of Man and Other Stories, 1903
- The Other Two, 1904
- The Hermit and the Wild Woman and Other Stories, 1908
- Tales of Men and Ghosts, 1910
- Xingu and Other Stories, 1916
- Here and Beyond, 1926
- Certain People, 1930
- Human Nature, 1933
- The World Over, 1936
- Ghosts, 1937

### Poesia
- Verses, 1878
- Artemis to Actaeon and Other Verse, 1909
- Twelve Poems, 1926

### Não-ficção
- The Decoration of Houses, 1897
- Italian Villas and Their Gardens, 1904
- Italian Backgrounds, 1905
- A Motor-Flight Through France, 1908 (viagens)
- Fighting France, from Dunkerque to Belfort, 1915 (war)
- French Ways and Their Meaning, 1919
- In Morocco, 1920 (travel)
- The Writing of Fiction, 1925  (ensaios sobre a literatura)
- A Backward Glance, 1934 (autobiografia)

### Como editora
- The Book of the Homeless, 1916

## Arquivo
A Biblioteca Beinecke da Universidade Yale abriga a Coleção Edith Wharton, que contém cerca de 50 000 itens, entre cartas, manuscritos, fotografias e diversos objetos pessoais da autoria. Atualmente parte da coleção está disponível online.